# Ellipteroides subsaturatus
Ellipteroides subsaturatus är en tvåvingeart som först beskrevs av Alexander 1942.  Ellipteroides subsaturatus ingår i släktet Ellipteroides och familjen småharkrankar. Inga underarter finns listade i Catalogue of Life.